# Omobranchus germaini
Omobranchus germaini är en fiskart som först beskrevs av Sauvage, 1883.  Omobranchus germaini ingår i släktet Omobranchus och familjen Blenniidae. Inga underarter finns listade i Catalogue of Life.